# 北海道大学大学院メディア・コミュニケーション研究院
北海道大学大学院メディア・コミュニケーション研究院（ほっかいどうだいがくだいがくいんメディア・コミュニケーションけんきゅういん）は、北海道大学大学院に設置されている研究科の一つである。
学部を持たない独立研究科として2000年に設置された北海道大学大学院国際広報メディア研究科を前身とする。
2007年4月2日より、研究組織「メディア・コミュニケーション研究院」と教育組織「国際広報メディア・観光学院」へ移行し、同時に、観光創造専攻が新設された。